# Proconis
Proconis är ett släkte av fjärilar. Proconis ingår i familjen nattflyn.
Kladogram enligt Catalogue of Life:
| Proconis | \| \| Proconis abrostoloides \| \| \| \| \| \| Proconis arabica \| \| \| \| |
|          | \| \| Proconis abrostoloides \| \| \| \| \| \| Proconis arabica \| \| \| \| |
|          | Proconis abrostoloides                                                      |
|          |                                                                             |
|          | Proconis arabica                                                            |
|          |                                                                             |